# Ачхой-Мартановский район
Ачхо́й-Марта́новский райо́н (чечен. Тӏехьа-Мартанан кӀошт) — административно-территориальная единица и муниципальное образование (муниципальный район) в составе Чеченской Республики Российской Федерации.
Административный центр — город Ачхой-Мартан (до 2023 года — село).

## География
Район находится на западе Чеченской Республики и вытянут в меридиональном направлении. Граничит на западе с Серноводским районом, на севере — с Грозненским районом, на востоке — с Урус-Мартановским, на юго-востоке — с Итум-Калинским районом Чечни, на юго-западе — с Сунженским и Джейрахским районом Республики Ингушетии. Площадь района с января 2020 года составляет 753,21 км² (по данным на конец 2018 года — 1152,83 км²), 1 января 2020 года площадь сократилась в связи с передачей Бамутского сельского поселения в Серноводский район и часть ненаселённой территории Старо-Ачхойского сельского поселения передаётся в Урус-Мартановский и Шатойский районы[4]. (закон об изменении границ отдельных муниципальных образований ЧР вступил в силу 1 января 2020 года).

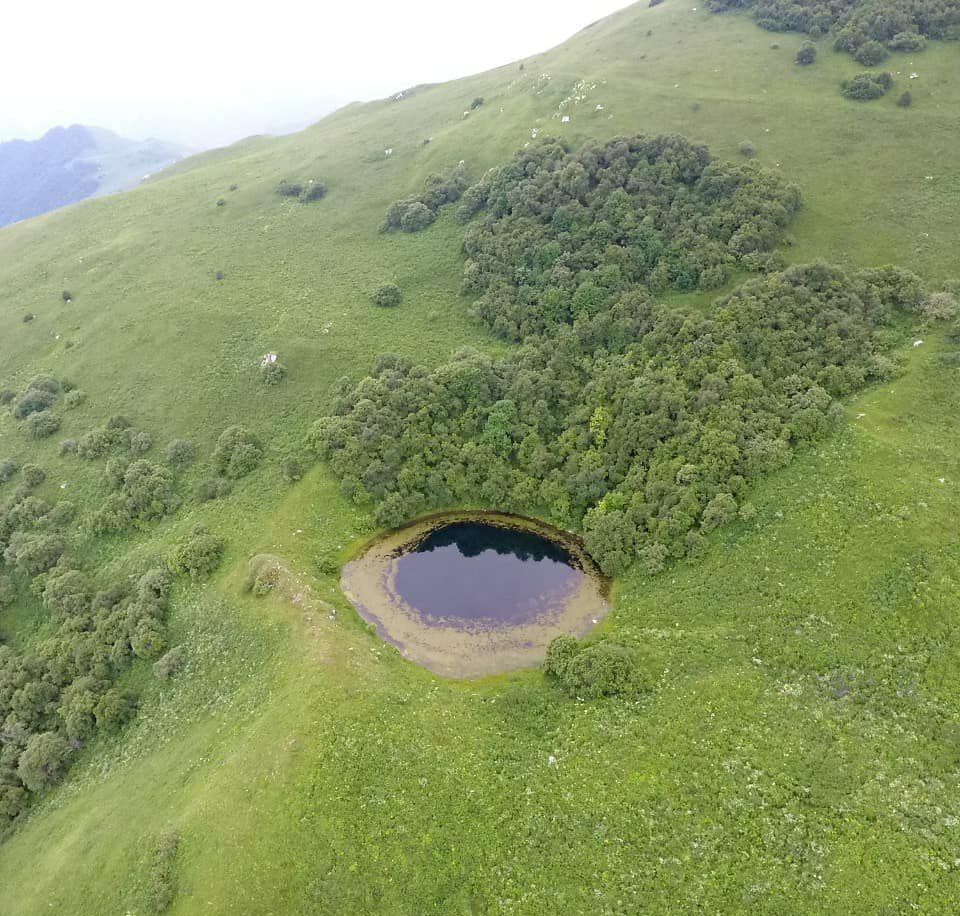
Высокогорное небольшое озеро, местность Балой-Лам.

Район расположен в предгорьях Большого Кавказского хребта, через территорию района протянулись два из трёх основных хребтов Предкавказья — Лесистый и Скалистый; на север района заходит небольшой Сунженский хребет, на юге — хребет Мордлам. Крупнейшие горы — Ахчинкорт, Борзонти (2511) Бозгенты (1540,0), Даргокорт, Мордлам, Балой-Лам (2029,9) Хайхи (2162,8), Ханц-Бало-Корт (790,2), Хахалги (3031) Чал-Гамми-Корт (760,7). Основные реки — Асса, Ачху, Валерик, Нетхой, Сунжа, Фортанга и Шалажа; имеются озёра — Галанчож, Гехи-Ам. Климат континентальный, в целом район расположен в зоне недостаточного увлажнения. В районе преобладают луговые, горно-луговые, лесные и подзолистые почвы, а также встречаются тяжелые суглинистые почвы[уточнить].

## История
Ачхой-Мартановский район образован на основании Постановления Президиума ВЦИК от 23 января 1935 года в составе Чечено-Ингушской АО (Северо-Кавказский край, РСФСР, СССР). Территория района была сформирована за счет разукрупнения Урус-Мартановского, Сунженского и Галашкинского районов ЧИ АО. В 1936 году район оказался уже не в составе автономной области, а в составе автономной республики — ЧИ АО была выделена из Северо-Кавказского края и преобразована в Чечено-Ингушскую АССР. В 1944 году вайнахское население района, разделив трагическую участь с другими репрессированными народами СССР, было депортировано советским правительством в Среднюю Азию (Казахскую и Киргизскую ССР). ЧИ АССР была упразднена, Ачхой-Мартановский район и село Ачхой-Мартан были переименован в Новосельский район и село Новосельское, в составе Грозненской области РСФСР. В этом же году к району была присоединена территория упразднённого Галанчожского района. В 1957 году, в результате реабилитации вайнахов, большинство депортированного населения вернулось домой, району и селу вернули прежние названия[уточнить].
В 1963 году Ачхой-Мартановский район упраздняется и присоединяется к Урус-Мартановскому району, но через два года, в 1965 году, указом Президиума Верховного Совета РСФСР Ачхой-Мартановский район восстановлен[уточнить].

### Утверждение административных границ и статуса (2008)
В 2000-е годы муниципалитеты в ЧР фактически не существовали и вместо них действовали органы государственной власти. 26 июня в Грозный прибыли Руководитель АП РФ С. Е. Нарышкин и его первый заместитель В. Ю. Сурков для участия в совещании Правительства ЧР, посвященному вопросам местного самоуправления. С. Е. Нарышкин поставил задачу по формированию органов местного самоуправления в ЧР, которое должно быть завершено в течение максимум полутора лет, а В. Ю. Сурков заявил, что это будет финальная стадия восстановления ЧР, после чего она станет самым обычным регионом РФ[уточнить]. В связи с этим, по поручению Президента ЧР Р. А. Кадырова, властями республики был инициирован процесс по установлению границ муниципальных образований (проводится в соответствии с принятым в 2003 году Законом РФ № 131-ФЗ «Об общих принципах организации местного самоуправления в Российской Федерации»). Депутаты Парламента ЧР I-го созыва, буквально перед самым самороспуском, приняли сразу десять законов, касающихся муниципальных образований республики. Среди прочих, Законом № 40-РЗ от 14 июля 2008 года они утвердили административные границы и статус как Ачхой-Мартановского муниципального района, так и входящих в его состав сельских поселений.

### Изменение административных границ (рубеж 2019—2020)
Во 2-й половине 2019 года Главой ЧР Р. А. Кадыровым были инициированы реформы по изменению границ муниципалитетов ЧР. В единый день голосования 8 сентября 2019 года в 7-и районах ЧР прошли выборы и референдумы, в том числе в ряде населённых пунктов состоялся референдум по вопросу об изменении границ Ачхой-Мартановского района. По сообщениям официальных СМИ, в Бамутском сельском поселении, вовлечённом в этот процесс, проголосовало 1565 человек (73,61 %), из них 84,98 % ответили на вопрос референдума «да» — за изменение территории Ачхой-Мартановского района, и 14,82 % ответили «нет». 19 сентября 2019 года Парламент ЧР IV созыва принял Закон № 41-РЗ от 4 ноября 2019 года «О преобразовании, изменении границ отдельных муниципальных образований Чеченской Республики и внесении изменений в некоторые законодательные акты Чеченской Республики», где среди прочих территориальных преобразований, к Ачхой-Мартановскому району присоединялась Куларинское сельское поселение Грозненского района ЧР, а Бамутское сельское поселение, наоборот, отделялось в пользу Сунженского района ЧР (с 2020 года называется Серноводским районом). Закон был подписан и. о. Главы ЧР М. М. Хучиевым и вступил в силу с 1 января 2020 года.
В сентябре 2019 года, сразу после референдума изменившего границы района, глава района Т. М. Хучиев провел первое совещание с администрацией и руководителями социальных учреждений Куларинского сельского поселения. По сообщениям официальных СМИ, власти Ахчой-Мартановского района начали всестороннее знакомство с социально-экономической обстановкой на присоединённой территории. «Глава ЧР Рамзан Ахматович Кадыров отмечает важность реформы границ муниципалитетов и её положительное воздействие на развитие районов. Мы, в свою очередь, активизируем все силы для того, чтобы присоединение Куларинского сельского поселения принесло ощутимые результаты как для жителей села и района, так и в региональную социально-экономическую картину» — отметил Т. М. Хучиев. Среди жителей ЧР встречаются и негативные отзывы об административно-территориальных реформах, например, ИА «Кавказский Узел» приводит цитату из интервью жителя Сунженского района ЧР Хасана: «Все эти изменения границ, передача сёл из одного района в другой, придумывание новых названий сёл и районов, это всё только создает проблемы для простых людей. Считай, все документы менять придётся».

## Население
За последние 10 лет наблюдается динамика роста населения района, показатели рождаемости превышают показатели смертности. Увеличение численности населения района за период с 2010 по 2020 годы составило 12 652 человек (16 %).
| 1939    | 1959    | 1970    | 1979    | 1989    | 2002    | 2009    |
| ------- | ------- | ------- | ------- | ------- | ------- | ------- |
| 30 242  | ↗32 150 | ↗46 356 | ↗50 835 | ↗59 837 | ↗64 839 | ↗73 569 |
| 2010    | 2012    | 2013    | 2014    | 2015    | 2016    | 2017    |
| ↗78 505 | ↗80 818 | ↗82 356 | ↗83 604 | ↗84 715 | ↗85 905 | ↗86 844 |
| 2018    | 2019    | 2020    | 2021    | 2023    | 2024    |         |
| ↗87 896 | ↗89 424 | ↗91 157 | ↗97 298 | ↗98 197 | ↗99 296 |         |

Урбанизация
Городское население (город Ачхой-Мартан) составляет 31.51 % от всего населения района.
Национальный состав
По итогам переписи населения 2020 года проживали следующие национальности (национальности менее 0,1 % и другое см. в сноске к строке «Другие»):
| Национальность | Численность, чел. | Доля     |
| -------------- | ----------------- | -------- |
| Чеченцы        | 97 015            | 99,71 %  |
| Русские        | 148               | 0,15 %   |
| Другие         | 135               | 0,14 %   |
| Итого          | 97 298            | 100,00 % |

## Муниципально-территориальное устройство
В Ачхой-Мартановский район входят одноимённые населённым пунктам 12 муниципальных образований: 1 городское и 11 сельских поселений:
| № на карте | Муниципальное образование | Административный центр | Количество населённых пунктов | Население (чел.) | Площадь (км²) |
| ---------- | ------------------------- | ---------------------- | ----------------------------- | ---------------- | ------------- |
| 1e-06      | Городское поселение:      |                        |                               |                  |               |
| 1          | Ачхой-Мартановское        | город Ачхой-Мартан     | 1                             | ↗31 286          | 74,59         |
| 1.000002   | Сельские поселения:       |                        |                               |                  |               |
| 2          | Валерикское               | село Валерик           | 1                             | ↗9837            | 30,31         |
| 3          | Давыденковское            | село Давыденко         | 1                             | ↗2022            | 10,23         |
| 4          | Закан-Юртовское           | село Закан-Юрт         | 1                             | ↗6661            | 53,46         |
| 5          | Катар-Юртовское           | село Катар-Юрт         | 1                             | ↗15 541          | 26,98         |
| 6          | Куларинское               | село Кулары            | 1                             | ↗6035            | 27,35         |
| 7          | Ново-Шаройское            | село Новый Шарой       | 1                             | ↗1850            | 20,77         |
| 8          | Самашкинское              | село Самашки           | 1                             | ↗13 079          | 88,91         |
| 9          | Старо-Ачхойское           | село Старый Ачхой      | 1                             | ↘887             | 8,96          |
| 10         | Хамби-Ирзинское           | село Хамби-Ирзи        | 1                             | ↗4005            | 20,01         |
| 11         | Шаами-Юртовское           | село Шаами-Юрт         | 1                             | ↗5419            | 24,71         |
| 12         | Яндинское                 | село Янди              | 1                             | ↗2674            | 12,43         |

1 января 2020 года из Грозненского района в Ачхой-Мартановский район передана территория Куларинского сельского поселения (село Кулары), а Бамутское сельское поселение (село Бамут) из состава Ачхой-Мартановского района передано в Серноводский район. Законом Чеченской Республики от 18 июля 2023 года Ачхой-Мартановское сельское поселение преобразуется в городское к 1 января 2024 года.

## Населённые пункты
В Ачхой-Мартановском районе 12 населённых пунктов, в том числе один город и 11 сельских населённых пунктов:
| №  | Населённый пункт | Тип   | Население (чел.) | Сельское поселение | Расстояние до райцентра (км) |
| -- | ---------------- | ----- | ---------------- | ------------------ | ---------------------------- |
| 1  | Ачхой-Мартан     | город | ↗31 286          | Ачхой-Мартановское |                              |
| 2  | Валерик          | село  | ↗9837            | Валерикское        | 8 км                         |
| 3  | Давыденко        | село  | ↗2022            | Давыденковское     | 10 км                        |
| 4  | Закан-Юрт        | село  | ↗6661            | Закан-Юртовское    | 20 км                        |
| 5  | Катар-Юрт        | село  | ↗15 541          | Катар-Юртовское    | 4 км                         |
| 6  | Кулары           | село  | ↗6035            | Куларинское        | 24 км                        |
| 7  | Новый Шарой      | село  | ↗1850            | Ново-Шаройское     | 5 км                         |
| 8  | Самашки          | село  | ↗13 079          | Самашкинское       | 10 км                        |
| 9  | Старый Ачхой     | село  | ↘887             | Старо-Ачхойское    | 8 км                         |
| 10 | Хамби-Ирзи       | село  | ↗4005            | Хамби-Ирзинское    | 20 км                        |
| 11 | Шаами-Юрт        | село  | ↗5419            | Шаами-Юртовское    | 11 км                        |
| 12 | Янди             | село  | ↗2674            | Яндинское          | 7 км                         |

В конце 2022 года в районе было принято решение образовать новое село Мержа (по названию тайпа Мержой и бывшего селения в этих местах).
В феврале 2023 года районный центр село Ачхой-Мартан был преобразован в город.

### Развалины
Все эти населённые пункты были заброшены после высылки чеченцев и ликвидации Галанчожского района.
- Акка,
- Кожвинчу,
- Чиконди-Паде,
- Ирзиткале,
- Итиркале,
- Зенгали,
- Бицы,
- Кереты,
- Очаки,
- Чууш,
- Мачи,
- Ами,
- Галанчеж,
- Кирбит,
- Кирбичу,
- Корги,
- Амки,
- Вилах,
- Толь,
- Ялхорой,
- Кечнюхи,
- Иока-Эрбели,
- Гилач,
- Балой,
- Бончу-Дига,
- Бончу,
- Тисты,
- Хеги,
- Тишлу,
- Вовга,
- Борзончо,
- Музорги,
- Дженчу,
- Келу,
- Ляла,
- Терхи,
- Калой,
- Гурчу,
- Жима-Эрбели,
- Бозгенты,
- Могусты,
- Ажгечу,
- Сакилиншили,
- Зарха,
- Яхкачара,
- Хоч-Коч,
- Якча,
- Мушечу,
- Кел-База,
- Клакбай,
- Кейчу,
- Келахбас,
- Пешхой,
- Дахкил,
- Хилой,
- Нохчаази,
- Хайбахой,
- Тестерхой,
- Мозгарой,
- Чармахой,
- Нижний-Валерчук,
- Верхний-Валерчук,
- Бюрт

## Общая карта
| Населённые пункты с численностью населения |                         |                                            |
|                                            | Более 30 000 жителей    | (Ачхой-Мартан)                             |
|                                            | 10 000 — 15 000 жителей | (Катар-Юрт, Самашки)                       |
|                                            | 5000 — 10 000 жителей   | (Валерик, Закан-Юрт, Кулары, Шаами-Юрт)    |
|                                            | 1000 — 5000 жителей     | (Давыденко, Новый Шарой, Хамби-Ирзи, Янди) |
|                                            | 500 — 1000 жителей      | (Старый Ачхой)                             |
|                                            | Воссоздаваемый          | (Мержа)                                    |

## Экономика

### Промышленность
По состоянию на 2019 год промышленность района представлена следующими небольшими предприятиями: в Ачхой-Мартане — ООО «Чеченпроф» (изготовление железного профиля), ООО «Пластик сервис» (производство пластиковых окон и дверей), ООО «Модерн» (сборка мебели), ИП Мадиева Б. (изготовление кондитерских изделий), в Катар-Юрте — ИП Тепсуркаева Р. Г. (хлебобулочное производство), в Самашках — ГУП «Самашкинский консервный завод» (изготовление консервной продукции), в Валерике — ООО «Теплострой проект-С» (изготовление профиля, отопительные системы), ИП Газаматова Б. А., ИП Ибрагимова Р. Р., ИП Хасбулатова М. С., ИП Элиханова Р. А. (все занимаются производством пластиковых окон и дверей). Из выше перечисленных предприятий крупнейший производственно-торговый оборот зафиксирован у ООО «Теплострой проект-С» — 320,93 млн руб. в год (49 занятых), ООО «Чеченпроф» — 160 млн руб. в год (10 занятых), ООО «Модерн» — 123,22 млн руб. в год (9 занятых), ООО «Пластик сервис» — 15,3 млн руб. в год (3 занятых)[уточнить].

### Торговля
Крупнейшими торговыми центрами, в основном предоставляющие потребителю товары повседневного спроса, являются: в Ачхой-Мартане —ТЦ «Беркат» (200 занятых), Торговый Комплекс (30 занятых), ТЦ «Милана» (17 человек), ТЦ «Амина» (11 занятых), ТЦ «Дагмара» (9 занятых), ТЦ «Статус» (8 занятых) и другие, в Катар-Юрте — ТЦ «Макка» (15 занятых), в Самашках — ТЦ «Самашки» (15 занятых) и ТЦ «Даймохк» (15 занятых)[уточнить].

### Сельское хозяйство
Общее количество сельскохозяйственных предприятий в районе — 146, из них КФХ/СПК — 90 единиц, и 41 арендатор. Одним из крупных сельскохозяйственных предприятий является ГУП «Племрепродуктор-птицефабрика „Ачхой-Мартановская“» (куриное мясо). До разрушения в период военных действий являлось единственным репродуктором в системе «Чеченптицепром», мощностью 300 000 птицемест, было рассчитано на производство 27 млн яиц и 700 тонн диетического мяса в год. В послевоенный период начала функционировать с 2010 года, за 2018 год произведено куриного мяса в живом весе — 254 тонн, (АППГ — 196 тонн), это 130 % к аналогичному периоду 2017 года. Директор — Марзабеков А. Д., численность работников по штату — 3 человека, по факту тоже 3 человека (по другим данным 9 человек)[уточнить].

## Образование
В районе имеется 33 учреждения общего образования, численность учащихся — 14 815, численность педработников — 1393 (из них 1025 с высшим профессиональным образованием и 368 со средним профессиональным образованием). Также в районе есть 5 учреждений дополнительного образования, численность учащихся — 8 438, численность педработников — 136 (из них 87 с высшим профессиональным образованием и 49 со средним профессиональным образованием)[уточнить]. Детские сады и школы района с указанием количества мест, фактически посещающих учреждения учащихся и количество преподавателей (через слеш) на 2019 год:
|              | МБДОУ | МБОУ СОШ | МБОУ ООШ   | МБУ ДО | ЧОУ                                                                   |
| ------------ | --- | --- | ---------- | --- | --------------------------------------------------------------------- |
| Ачхой-Мартан | «Детсад „Сказка“» (126/246/22), «Детский сад № 2 „Радуга“» (36/114/10), «Детский сад „Солнышко“» (205/280/26), «Детский сад „Родничок“» (106/243/22) | № 1 (…/544/42), № 2 (…/883/71), № 3 (…/404/40), № 4 (…/610/56), № 5 (…/505/45), № 6 (…/379/41), № 7 (…/312/34), № 8 (…/264/23), № 9 (…/301/33) | (…/274/28) | «А.-М. ДЮТ» (…/1607/26), «А.-М. ДДЮТ и Э» (…/1645/27), «А.-М. ЭБС» (…/1610/28), «А.-М. ДДТ» (…/1893/29), «А.-М. ДЮЦ» (…/1683/26) | Начальная общеобра- зовательная школа- детский сад «Лучик» (150/58/7) |
| Валерик      | «Детсад „Жайна“» (100/154/14) «Детский сад „Сумая“» (60/120/11)                                                                                      | № 1 (…/699/32), № 2 (…/659/61) | (…/397/55) | — | «Начальная школа Источник знаний» (100/35/3)                          |
| Давыденко    | «Детсад „Рамина“» (80/122/11) | (…/341/34) | —          | — | —                                                                     |
| Закан-Юрт    | «Детсад „Чебурашка“» (165/274/25) | № 1 (…/590/54), № 2 (…/643/60) | —          | — | —                                                                     |
| Катар-Юрт    | «Детсад „Ромашка“» (106/183/17) | № 1 (…/522/38), № 2 (…/522/46), № 3 (…/315/43), № 4 (…/385/30)                                                                                 | (…/37/396) | — | —                                                                     |
| Новый Шарой  | «Детсад „Колокольчик“» (60/77/6) | № 1 (…/155/22) | (…/163/20) | — | —                                                                     |
| Самашки      | «Детсад „Звёздочка“» (106/187/17) «Детский сад „Ясин“» (120/182/17)                                                                                  | № 1 (…/604/56), № 2 (…/619/60), № 3 (…/565/55), № 4 (…/552/55)                                                                                 | —          | — | —                                                                     |
| Старый Ачхой | | (…/49/19) | —          | — | —                                                                     |
| Хамби-Ирзи   | «Детсад „Аиша“» (120/182/17) | им. Р. Эльмурзаева (…/765/60) | —          | — | —                                                                     |
| Шаами-Юрт    | «Детсад „Мотылёк“» (120/182/17) | им. С. Лорсанова (…/801/74), № 2 (…/208/19) | —          | — | —                                                                     |
| Янди         | «Детсад „Ашура“» (120/162/15) | (…/312/30) | —          | — | —                                                                     |

## Здравоохранение
На начало 2019 года в районе действовало 14 учреждений здравоохранения. Из них одна районная больница — ГБУ «Ачхой-Мартановская ЦРБ» (135 коек круглосуточного пребывания и 65 коек дневного стационара), одна участковая больница — ГКУ РПБ «Самашки» (10 коек круглосуточного пребывания и 45 коек дневного стационара), 2 поликлиники (около 1200 дневных посещений), 4 фельдшерско-акушерских пункта и 7 врачебных амбулаторий. Всего в отрасли здравоохранения района трудилось — 38 человек в административно-управленческом аппарате, 74 врача, 252 среднего медицинского персонала, 2 младшего медицинского персонала и 200 человек обслуживающего персонала[уточнить].

## Пресса. Ссылки
- В Ачхой-Мартановском районе активизируют силы для ощутимых результатов после присоединения села Кулары : ст. // ГАУ «ИА „Чеченская Республика Сегодня“» : интернет-СМИ / Дир. (гл. ред.) Ч. Я. Ахмадов (до 2019 г. А. А. Гичкаев). — свид. Эл № ФС77-73095 от 09.06.2018, выдано Роскомнадзором. — Грозный, 12.09.2019.
- В Чечне начата работа по установлению внутренних границ : ст. // «Кавказский Узел» : интернет-СМИ / учред. ООО «МЕМО» (с 2008), гл. ред. Г. С. Шведов. — свид. Эл № ФС 77-31048 от 25.01.2008, выдано Роскомнадзором. — М., 18.01.2008. — (учрежд. Междунар. обществом «Мемориал» в 2001).
- Власти Чечни решились переименовать Сунженский район после соглашения о границе с Ингушетией : ст. // «Кавказский Узел» : интернет-СМИ / учред. ООО «МЕМО» (с 2008), гл. ред. Г. С. Шведов. — свид. Эл № ФС 77-31048 от 25.01.2008, выдано Роскомнадзором. — М., 20.09.2019. — (учрежд. Междунар. обществом «Мемориал» в 2001).
- Выборы в новый парламент Чечни пройдут в первых числах октября : ст. // «Кавказский Узел» : интернет-СМИ / учред. ООО «МЕМО» (с 2008), гл. ред. Г. С. Шведов. — свид. Эл № ФС 77-31048 от 25.01.2008, выдано Роскомнадзором. — М., 03.07.2008. — (учрежд. Междунар. обществом «Мемориал» в 2001).
- Закон ЧР № 40-РЗ : закон // Парламент ЧР : Офиц. сайт / Пресс-служба:. — (нач. работы сайта 2013). — Гр., 2008.
- Закон ЧР № 41-РЗ : закон // Парламент ЧР : Офиц. сайт / Пресс-служба:. — (нач. работы сайта 2013). — Гр., 2019. — (полная версия текста в PDF).
- Закон РФ № 131-ФЗ : закон // Сайт Конституции Российской Федерации : интернет-проект ООО НПП «Гарант-Сервис» (справочно-правовая система) / Президент комп. Д. В. Першеев, члены науч. ред. совета сайта С. А. Авакян, Г. П. Ивлев и др.. — (нач. работы сайта 2003). — М., 2003.
- Свыше 84 % избирателей проголосовали за изменения границы Ачхой-Мартановского района : ст. // ГАУ «ИА „Чеченская Республика Сегодня“» : интернет-СМИ / Дир. (гл. ред.) Ч. Я. Ахмадов (до 2019 г. А. А. Гичкаев). — свид. Эл № ФС77-73095 от 09.06.2018, выдано Роскомнадзором. — Грозный, 09.09.2019.
- Нарышкин: для формирования местного самоуправления в Чечне нужен особый закон : ст. // «Кавказский Узел» : интернет-СМИ / учред. ООО «МЕМО» (с 2008), гл. ред. Г. С. Шведов. — свид. Эл № ФС 77-31048 от 25.01.2008, выдано Роскомнадзором. — М., 28.06.2008. — (учрежд. Междунар. обществом «Мемориал» в 2001).
- Официальный сайт сельского поселения Ачхой-Мартан
- Паспорт Ачхой-Мартановского муниципального района на 01 января 2019г.
- Ачхой-Мартановский район
- Инвестиционный паспорт Ачхой-Мартановского района